# Hirssaaret
Hirssaaret är en ö i Finland. Den ligger i sjön Vuokalanjärvi och i kommunen Nyslott i  landskapet Södra Savolax, i den sydöstra delen av landet, 300 km nordost om huvudstaden Helsingfors. Öns area är 2,1 hektar och dess största längd är 260 meter i sydöst-nordvästlig riktning.  Notera att namnet antyder att det är fråga om flera öar.